# Steve Tracy
Steve Tracy (Canton, 3 de outubro de 1952 - Tampa, 27 de novembro de 1986) foi um ator norte-americano  melhor conhecido pelo seu papel de Percival Dalton na série norte-americana "Uma casa na Pradaria" ("Os Pioneiros", no Brasil).

## Biografia

### Vida e educação
Tracy nasceu com o nome de  Steven Crumrine numa família irlando-germânica . Ele frequentou a Universidade de Kent em  Kent, no estado de Ohio e o Departamento de Teatro no Los Angeles City College em Los Angeles, Califórnia.

### Carreira
Tracy é melhor conhecido pelo seu papel de Percival Dalton na série televisiva "Os Pioneiros",  nos inícios da década de 1980, na sexta e sétima época da série entre 1980 e 1981.
Depois do final da série, Tracy manteve a amizade com  Alison Arngrim (uma das poucas amizades que se mantiveram mesmo após anunciar publicamente numa entrevista  a um jornal  que tinha contraído o Hiv)  que na série fazia papel da vilã  Nellie Oleson e com quem acaba por casar e partir para Nova Iorque no enredo da série.  Os  dois atores terminaram  as gravações da série em 1981, na sétima temporada da série. Arngrim e Tracy estavam sempre muito juntos, durante as gravações da série. Surgiram rumores de que eles teriam um romance na vida real, mas  Arngrim disse que isso era falso. Arngrim afirmou mesmo que ela era o único ator/atriz na série que sabia que Tracy era na verdade gay.
Ele surgiu em vários filmes e programas de televisão entre 1977 e 1986, incluindo  Quincy, M.E., "The Jeffersons",  "National Lampoon's Class Reunion". Seis meses antes da sua morte, ele participou numa peça de teatro chamada  "AIDS/US: Portraits in Personal Courage"  em Los Angeles. A referida peça de teatro representava histórias verdadeiras, em que os personagens tinham Aids/Sida, ou pessoas que tinham perdido familiares vítimas dessa doença,  sendo metade dos atores heterossexuais, numa época em que a doença era considerada ainda uma doença que afetava apenas gays. Tracy era o único ator profissional na produção, todos os outros eram não-atores com vontade apenas de contar as suas histórias. " Quando a peça encerrou em agosto de 1986, isso foi compreendido como sendo um hiato para  melhorar a saúde de alguns dos intervenientes que  se estaria a deteriorar e outros  mesmo a morrer dessa terrível doença, Tracy seria um desses casos, partiu para a Flórida, onde morreria em novembro desse ano.

### Morte
Tracy morreu de complicações relacionadas com a sida em finais de novembro de 1986, o  corpo dele foi cremado e as cinzas do corpo dele foram lançadas sobre o  Letreiro de Hollywood, nas Hollywood Hills, em Los Angeles. A ignorância  e o estigma social relacionados com a doença ficaram patentes, segundo a  autobiografia  de Alison  Arngrim,  na forma como as agências funerárias da cidade de Tampa se recusaravam sequer a transportar o corpo dele para ser cremado, apenas a agência pertencente a  afro-americanos aceitou. Depois,  a amiga dele, a atriz Alison Arngrim tornou-se numa ativista na luta contra a aids, sobretudo contra a discriminação a que estavam sujeitas as pessoas infetadas por esse vírus e que morriam de aids.

## Filmografia
| Ano     | Título                                 | Papel           | Notas                                                  |
| ------- | -------------------------------------- | --------------- | ------------------------------------------------------ |
| 1977    | Heavy Equipment                        | Chester         | Filme                                                  |
| 1978    | James at 15                            | Ernie           | Episódio: "Queen of the Silver Dollar"                 |
| 1979    | Quincy, M.E.                           | Kid             | Episódios: "Walk Softly Through the Night: Part 1 & 2" |
| 1979    | Beneath the Valley of the Ultra-Vixens | Rhett           | Filme                                                  |
| 1980–81 | Little House on the Prairie            | Percival Dalton | Papel semi-regular (11 episódios)                      |
| 1981    | Desperate Moves                        | Andy Steigler   | filme (aka Steigler and Steigler)                      |
| 1982    | The Jeffersons                         | Steve           | Episódio: "Jeffersons Greatest Hits"                   |
| 1982    | National Lampoon's Class Reunion       | Milt Friedman   | Filme                                                  |
| 1984    | Party Games for Adults Only            | Steven          | Filme                                                  |
| 1986    | Say Yes                                | Escriturário    | Filme                                                  |
| 1987    | Tales from the Darkside                | Ladrão          | Episode: "Miss May Dusa"                               |